# Mnichov (Plzeň)
Mnichov é uma comuna checa localizada na região de Plzeň, distrito de Domažlice.